# Добрино (Московская область)
Добрино — деревня в Лотошинском районе Московской области России.
Относится к городскому поселению Лотошино, до реформы 2006 года относилась к Михалёвскому сельскому округу. Население — 7 чел. (2010).

## География
Расположена примерно в 9 км к югу от районного центра — посёлка городского типа Лотошино, на левом берегу реки Лоби, впадающей в Шошу. Автобусная остановка на маршруте Лотошино — Михалёво. Соседние населённые пункты — деревни Кряково и Юренево Шаховского района.

## Исторические сведения
До 1924 года входила в состав Кульпинской волости Волоколамского уезда Московской губернии, а после её упразднения — в состав вновь образованной Раменской волости.
По сведениям 1859 года Добрино — владельческая деревня по правую сторону Московского тракта от границы Зубцовского уезда на г. Волоколамск, при речке Каменке, в 28 верстах от уездного города, с 13 дворами и 126 жителями (55 мужчин, 71 женщина).
По материалам Всесоюзной переписи населения 1926 года деревня относилась к Дрызловскому сельсовету, в ней проживало 154 человека (82 мужчины, 72 женщины), насчитывалось 30 хозяйств, имелась школа.
В 1902 году в деревне была построена кирпичная часовня по проекту архитектора Н. Н. Благовещенского. До наших дней не сохранилась.

## Население
| 1859 | 1926 | 2002 | 2006 | 2010 |
| ---- | ---- | ---- | ---- | ---- |
| 126  | ↗154 | ↘5   | ↘2   | ↗7   |